# Fântânele (gmina Radovan)
Fântânele – wieś w Rumunii, w okręgu Dolj, w gminie Radovan. W 2011 roku liczyła 129 mieszkańców.